# Andrea Ávila
Andrea Ávila (née le 4 avril 1970 à Villa Carlos Paz) est une athlète argentine spécialiste du saut en longueur et du triple saut. Elle a également concouru sur des distances de sprint, et détient toujours le record d'Argentine de la longueur et du triple saut.

## Biographie

### Palmarès
| Date | Compétition                            | Lieu           | Résultat | Épreuve     | Performance |
| ---- | -------------------------------------- | -------------- | -------- | ----------- | ----------- |
| 1984 | Championnats d'Amérique du Sud cadets  | Tarija         | 6e       | 100 m       | 13 s 1      |
| 1984 | Championnats d'Amérique du Sud cadets  | Tarija         | 2e       | 4 x 100 m   | 50 s 9      |
| 1987 | Championnats d'Amérique du Sud juniors | Santiago       | 8e       | Hauteur     | 1,55 m      |
| 1987 | Championnats d'Amérique du Sud juniors | Santiago       | 3e       | Longueur    | 5,68 m      |
| 1989 | Championnats d'Amérique du Sud juniors | Montevideo     | 3e       | Hauteur     | 1,66 m      |
| 1989 | Championnats d'Amérique du Sud juniors | Montevideo     | 1re      | Longueur    | 5,98 m      |
| 1989 | Championnats panaméricains juniors     | Santa Fe       | 2e       | Longueur    | 5,88 m      |
| 1990 | Championnats ibéro-américains          | Manaus         | 2e       | Longueur    | 6,16 m      |
| 1990 | Jeux d'Amérique du Sud                 | Lima           | 1re      | Longueur    | 6,12 m      |
| 1991 | Jeux panaméricains                     | La Havane      | 5e       | Longueur    | 6,32 m      |
| 1992 | Championnats ibéro-américains          | Séville        | 3e       | Triple saut | 12,82 m     |
| 1993 | Championnats du monde en salle         | Toronto        | 10e      | Triple saut | 13,35 m     |
| 1993 | Championnats d'Amérique du Sud         | Lima           | 1re      | Longueur    | 6,45 m      |
| 1993 | Championnats d'Amérique du Sud         | Lima           | 1re      | Triple saut | 13,91 m     |
| 1994 | Championnats ibéro-américains          | Mar del Plata  | 1re      | Longueur    | 6,58 m      |
| 1994 | Championnats ibéro-américains          | Mar del Plata  | 1re      | Triple saut | 13,18 m     |
| 1994 | Championnats ibéro-américains          | Mar del Plata  | 4e       | 4 x 100 m   | 46 s 97     |
| 1994 | Jeux d'Amérique du Sud                 | Valencia       | 1re      | Longueur    | 6,51 m      |
| 1994 | Jeux d'Amérique du Sud                 | Valencia       | 1re      | Triple saut | 13,12 m     |
| 1995 | Jeux panaméricains                     | Mar del Plata  | 2e       | Longueur    | 6,52 m      |
| 1995 | Jeux panaméricains                     | Mar del Plata  | 3e       | Triple saut | 13,84 m     |
| 1995 | Championnats d'Amérique du Sud         | Manaus         | 1re      | Longueur    | 6,58 m      |
| 1995 | Championnats d'Amérique du Sud         | Manaus         | 1re      | Triple saut | 13,34 m     |
| 1996 | Championnats ibéro-américains          | Medellín       | 4e       | Longueur    | 6,22 m      |
| 1997 | Championnats d'Amérique du Sud         | Mar del Plata  | 2e       | Longueur    | 6,26 m      |
| 1997 | Championnats d'Amérique du Sud         | Mar del Plata  | 1re      | Triple saut | 13,76 m     |
| 1998 | Championnats ibéro-américains          | Lisbonne       | 1re      | Longueur    | 6,41 m      |
| 1998 | Championnats ibéro-américains          | Lisbonne       | 5e       | Triple saut | 13,36 m     |
| 1998 | Jeux d'Amérique du Sud                 | Cuenca         | 2e       | Longueur    | Inconnu     |
| 1998 | Jeux d'Amérique du Sud                 | Cuenca         | 1re      | Triple saut | 13,60 m     |
| 1999 | Championnats d'Amérique du Sud         | Bogota         | 5e       | Longueur    | 6,59 m      |
| 1999 | Championnats d'Amérique du Sud         | Bogota         | 3e       | Triple saut | 13,57 m     |
| 1999 | Jeux panaméricains                     | Winnipeg       | 11e      | Longueur    | 6,03 m      |
| 1999 | Jeux panaméricains                     | Winnipeg       | 7e       | Triple saut | 13,40 m     |
| 2000 | Championnats ibéro-américains          | Rio de Janeiro | 2e       | Longueur    | 6,41 m      |
| 2001 | Championnats d'Amérique du Sud         | Manaus         | 5e       | Longueur    | 5,99 m      |

### Records
| Épreuve          | Performance | Lieu          | Date           |
| ---------------- | ----------- | ------------- | -------------- |
| Saut en longueur | 6,61 m      | Mar del Plata | 10 avril 1999  |
| Triple saut      | 13,91 m     | Lima          | 9 juillet 1993 |